# مایستورووو
مایستورووو (به بلغاری: Maystorovo) یک منطقهٔ مسکونی در بلغارستان است که در شهرستان کاردژالی واقع شده‌است.